# Lamarck – Caulaincourt (Paris metro)
Lamarck – Caulaincourt är en tunnelbanestation i Paris metro för linje 12 i 18:e arrondissementet. Stationen öppnades år 1912 och är belägen under Place Constantin-Pecqueur. Stationen är uppkallad efter den franske biologen Jean-Baptiste de Lamarck och den franske generalen Armand Augustin Louis de Caulaincourt.

## Omgivningar
- Sacré-Cœur
- Saint-Pierre de Montmartre
- Château des Brouillards
- Cimetière Saint-Vincent
- Square Suzanne-Buisson

## Bilder
| - Tunnelbanestationen Lamarck – Caulaincourt. - Sacré-Cœur. - Saint-Pierre de Montmartre. |